# 文澜街道
文澜街道，是中华人民共和国云南省红河哈尼族彝族自治州蒙自市下辖的一个街道办事处，是红河州人民政府所在地。前身为文澜镇，即蒙自县城。2019年3月，撤镇设街道。2020年5月，文澜街道析置为文澜街道、观澜街道、文萃街道。

## 行政区划
文澜街道下辖以下地区：
天马社区、银河社区、鸿雁社区、玉皇阁社区、月牙塘社区、永安社区、双河社区、红竺园社区、绿茵社区、群乐社区、南湖社区、迎晖社区、起龙社区、三义社区、东村、多法勒村、余家寨村和落龙庄村。